# Milan Butterfield
Milan Butterfield, né le 24 janvier 1998 à Hamilton, est un footballeur international bermudien jouant au poste de milieu défensif.

## Biographie

### En sélection
En juin 2019, il est retenu par le sélectionneur Kyle Lightbourne afin de participer à la Gold Cup organisée aux États-Unis, en Jamaïque et au Costa Rica.